# Theodosius Harnack
Pour les articles homonymes, voir Harnack.
Theodosius Andreas Harnarck ou Théodose Harnack, né le 3 janvier 1817 à Saint-Pétersbourg et mort le 23 septembre 1889 à Tartu, est un théologien luthérien germano-balte appartenant à l'« École d'Erlangen (de) ». 
Enseignant l'histoire du christianisme, l'homilétique et la liturgie à l'université de Dorpat puis de Erlangen, il est le père des jumeaux Adolf von Harnack (1851–1930), théologien, et Carl Gustav Axel Harnack (1851–1888), mathématicien, ainsi que de Erich Harnack (1853–1914), pharmacologue et Otto Harnack (1857–1914), historien de la littérature. 

## Biographie
Théodosius Harnack est né le 3 janvier 1817 à Saint-Pétersbourg dans une famille de commerçants protestants originaires de province de Prusse-Occidentale. Il grandit dans la communauté luthérienne germano-balte au sein de laquelle il est marqué par le piétisme des Frères moraves. Il perd sa mère alors qu'il a quinze ans puis son père huit ans plus tard. Ses études sont financées par la couronne russe qui lui permet d'accéder à l'université de Dorpat en 1834, où il étudie la théologie jusqu'en 1837 avant de devenir tuteur pour la famille von Stackelberg durant trois ans. Il poursuite ensuite ses études à Berlin, Bonn et Erlangen. 
Il enseigne l'histoire du christianisme, l'homilétique, la liturgie, la théologie pratique puis la théologie systématique à l'université de Dorpat, de 1848 à 1852, puis à celle d'Erlangen, entre 1853 et 1866, avant de retourner à Dorpas où il professe encore jusque 1866 . Son enseignement théologique s'inscrit dans la suite des travaux de Friedrich Schleiermacher et de Karl Ludwig Nitzsch.  
Harnack appartient à l'« École d'Erlangen (de) », l'un des deux courants du néo-luthéranisme, développé entre 1845 et 1895 à la suite de Gottlieb Christoph Adolf von Harless par les membres de la Faculté de théologie de l'Université d'Erlangen au nombre desquels on compte Johann Höfling (de), Gottfried Thomasius, Johann von Hofmann, Franz Hermann Reinhold von Frank ou encore Christoph Ernst Luthardt. Tenant d'un luthéranisme conservateur opposé au rationalisme, Theodosius Harnack nourrit quelque amertume vis-à-vis de l'approche libérale que son fils Adolf adopte dans son approche christologique développée dans sa célèbre Histoire des Dogmes.   
Son œuvre la plus importante est une étude de la théologie de Luther en deux volumes parus en 1862 et 1866, dont le théologien Heinrich Bornkamm estime qu'il constitue « le plus important, en fait, parlant de façon frappante, le seul livre théologique significatif sur luther au XIXe siècle ».  

### Famille
De son premier mariage en 1848 avec Marie Ewers, il a cinq enfants, une fille - Anna Harnack (1849–1868) - et quatre garçons qui enseigneront chacun à l'université -  Axel Harnack (1851–1888), mathématicien, Adolf von Harnack (1851–1930), théologien, Erich Harnack (de) (1852–1915), pharmacologue allemand et Otto Harnack (de) (1857–1914), historien de la littérature. Marie Harnack meurt en couches à la naissance de ce dernier et Théodosius Harnack se remarie en 1864 avec Helene von Maydell  (1834–1923).

## Œuvre
- Der christliche Gemeindegottesdienst im apostolischen und altkatholischen Zeitaltern, Erlangue, 1854
- Tabellarische Uebersicht der Geschichte der Liturgie der christlichen Hauptgottesdienstes, Erlangue, 1858
- Die lutherische Kirche Livlands und die herrnhutische Brüdergemeinde, Erlangue, 1860
- Luthers Theologie : mit besonderer Beziehung auf seine Versöhnungs- und Erlösungslehre, Erlangue, 1862/1866, 2 volumes
- Praktische Theologie, Erlangue, 1877-1878, 4 volumes
- Ueber den Kanon und die Inspiration der Heiligen Schrift : ein Wort zum Frieden, Erlangue, 1885